# Dummie de Mummie en de tombe van Achnetoet
Dummie de Mummie en de tombe van Achnetoet is een Nederlandse jeugdfilm uit 2017 onder regie van Pim van Hoeve. De film is gebaseerd op het gelijknamige boek uit de Dummie de Mummie boekenreeks van Tosca Menten en de derde film die is verfilmd uit de reeks. De hoofdrollen zijn vertolkt door Julian Ras, Yahya Gaier en Roeland Fernhout.

## Verhaal
Dummie wil dolgraag naar zijn geboorteland Egypte om het graf van zijn ouders te bezoeken. Zijn pleegvader Klaas houdt niet van reizen, en had eerder als argument dat het ook te duur was, maar er is nu wel geld, uit de verkoop van Dummies schilderij van juffrouw Friek. Een probleem is nog wel dat Dummie geen paspoort heeft of kan aanvragen. Op bezoek bij Goos' en Dummies vriend Ebbie steelt Dummie diens paspoort en sticht een brandje waarbij het lijkt dat het paspoort is verbrand. Goos weet Klaas ervan te overtuigen ermee akkoord te gaan in de zomervakantie met hem en Dummie de reis te maken. Ook meester Krabbel, die amateurarcheoloog is, zou meegaan, maar Juffrouw Friek eist die plaats op omdat de reis betaald is van de opbrengst van het schilderij waarvoor zij model heeft gestaan.
In Egypte gaan Dummie en Goos, als Klaas ziek in het hotel blijft, stiekem samen op zoek naar de tombe van Achnetoet. Bijgestaan door een van meester Krabbel meegekregen robotauto vinden ze de tombe, maar kunnen er niet meer uit. Goos wil om hulp roepen, maar Dummie belet hem dit, want hij is bang dat met het bekend worden van de tombe de rust van zijn dode ouders verstoord wordt. Goos verwijt Dummie dat hij alleen aan zichzelf denkt, en zegt dat hij hem liever nooit ontmoet had, waarop Dummie accepteert dat ze om hulp roepen. Intussen heeft meester Krabbel in Nederland door inbraak in een bibliotheek ontdekt hoe gevaarlijk de tombe is, en heeft hij Klaas gewaarschuwd. Met de hulp van Klaas en de robotauto worden Dummie en Goos gered.
Intussen is juffrouw Friek op een kameel gezet, maar slaat ze per ongeluk met haar tas de begeleider knock-out, waarop ze ongewild alleen op de kameel door de woestijn trekt. Op een gegeven moment kan ze afstappen, maar dan verlaat de kameel haar, en dreigt ze, te voet dolend door de woestijn, om te komen. Klaas wil naar huis, de vermiste juffrouw Friek vinden is volgens hem onmogelijk. Ze komt de kameel echter weer tegen en is daarmee gered.
Nu het weer goed is tussen Dummie en Goos is de laatste bang dat Dummie misschien in Egypte wil blijven, maar tot zijn opluchting beschouwt hij het afscheid van zijn ouders als afgerond, en vindt hij dat hij thuishoort in Nederland.

## Rolverdeling
| Acteur              | Personage             |
| ------------------- | --------------------- |
| Julian Ras          | Goos Guts             |
| Yahya Gaier         | Dummie                |
| Roeland Fernhout    | Klaas Guts            |
| Stefan de Walle     | Meester Krabbel       |
| Jennifer Hoffman    | Juffrouw Friek        |
| Noah de Nooij       | Ebbie                 |
| Mike Weerts         | Suppoost #1           |
| Bert Hana           | Suppoost #2           |
| Yannick Jozefzoon   | Suppoost #3           |
| Ergun Simsek        | Farid                 |
| Michel Sorbach      | Aziz #2               |
| Gürkan Küçüksentürk | Aziz #1               |
| Manou Kersting      | Douanier              |
| Esther Gast         | Vliegveldmedewerkster |
| Kim van Zeben       | Vliegveldmedewerkster |